# Heinrich Laube

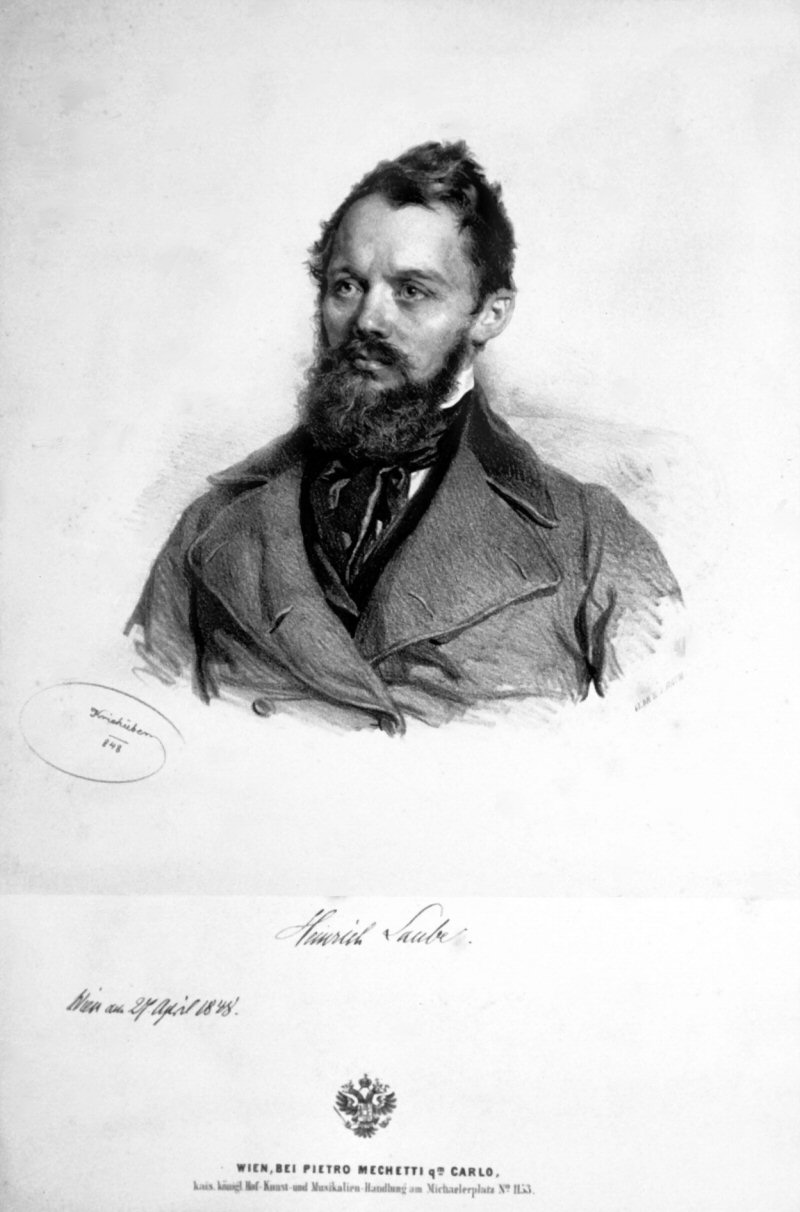
Lithographie von Joseph Kriehuber 1848

Heinrich Rudolf Constanz Laube (* 18. September 1806 in Sprottau, Landkreis Sprottau; † 1. August 1884 in Wien) war ein deutscher Schriftsteller, Dramatiker und Theaterleiter sowie Mitglied der Frankfurter Nationalversammlung.

## Leben

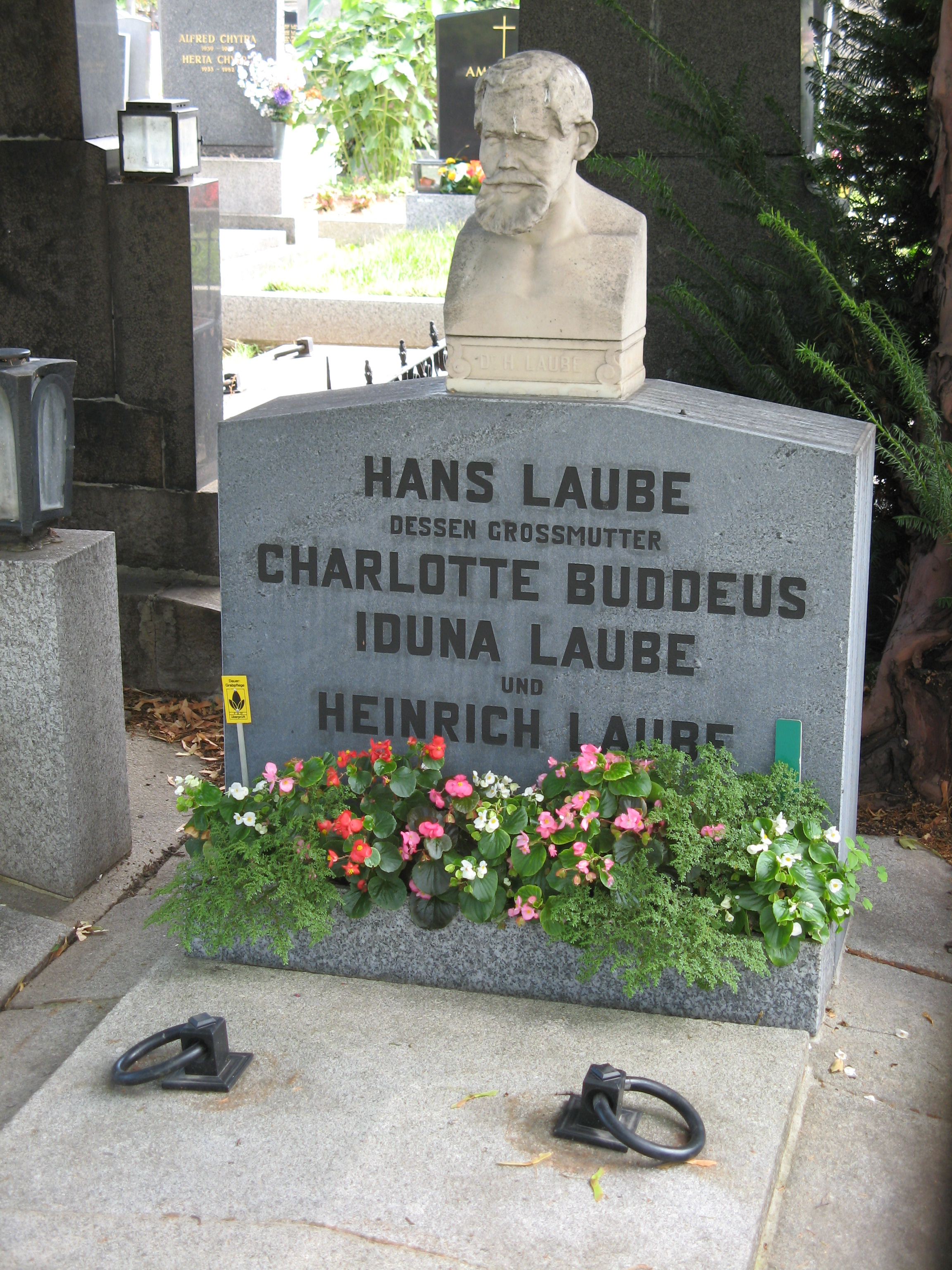
Heinrich Laubes Grabstätte

Heinrich Laube war der Sohn eines Handschuhmachers. Er wuchs in einfachen Verhältnissen auf und kam mit 14 Jahren im Jahre 1820 auf das Gymnasium in Glogau. Während seiner Schulzeit bekam er einen Freitisch, den er durch Nachhilfestunden erwarb. 1825 wechselte er auf das etwas liberalere Gymnasium in Schweidnitz.
Die Schule beendete er mit zwanzig Jahren und immatrikulierte sich 1826 an der Universität Halle für das Fach Theologie. In den ersten drei Semestern war Laube äußerst aktiv in der Alten Halleschen Burschenschaft (Eintritt 1826), was ihm letztendlich fast zwei Monate Karzer einbrachte. Zum vierten Semester wechselte Laube nach Breslau, ohne sich jedoch mehr auf das Studium zu konzentrieren. In Breslau wurde er 1828 Mitglied der Alten Breslauer Burschenschaft Arminia.
In Breslau fand er Zugang zu einem Kreis junger Literaten und debütierte Anfang 1829 mit Theaterkritiken in der Breslauer Zeitschrift Die Freikugeln. Ebenfalls 1829 wechselte er sein Studienfach und belegte Literaturgeschichte. Im Juli desselben Jahres übernahm er die Redaktion der neu gegründeten Zeitung Aurora, welche aber noch im Lauf desselben Jahres ihr Erscheinen einstellen musste. Karl Schall holte ihn dann als Theaterkritiker an die Breslauer Zeitung.
Da er weiterhin hinsichtlich seiner Berufswahl unentschlossen war, nahm er Mitte 1830 eine Stelle als Hauslehrer bei der Familie des Dr. Rupricht in Kottwitz bei Breslau an. Während dieser Zeit sympathisierte er mit den Ideen der französischen Julirevolution und mit dem Novemberaufstand in Polen. Seit Mitte 1831 war er auf Gut Jäschkowitz tätig, ebenfalls als Hauslehrer.
Im Juni 1832 ging Laube nach Leipzig, und Ende desselben Jahres wurde er als Redakteur der Zeitung für die elegante Welt angestellt. In dieser Zeitschrift artikulierte er immer öfter seine politische Meinung, u. a. auch seine Begeisterung für die Jungdeutschen. Im Sommer 1833 unternahm er zusammen mit dem jungdeutschen Schriftsteller Karl Gutzkow eine Reise nach Italien, welche später in den Reiseskizzen thematisiert wurde. Da sich Laube in dieser Zeit gerade in seinen Essays immer politischer äußerte, beschloss im Frühjahr 1834 die sächsische Regierung Laubes Ausweisung aus Dresden. Mit dem neben Gutzkow als Wortführer des Jungen Deutschland geltenden Ludolf Wienbarg schloss Laube Freundschaft. Am 26. Juli wurde er in Berlin verhaftet. Im September 1834 kam es zur Anklage wegen burschenschaftlicher Umtriebe und Anstiftung zur Unzufriedenheit gegen den Deutschen Bund. Erst Ende April 1835 wurde er aus der Untersuchungshaft entlassen. Als Aufenthaltsort wurde Laube Naumburg zugewiesen und eine dauernde polizeiliche Überwachung angeordnet. Richard Wagner war von Laubes Schicksal stark mitgenommen.
1836 heiratete Laube Iduna Hänel (geb. Buddeus, 1808–1880), die Witwe des Leipziger Medizinprofessors Albert Friedrich Hänel (1800–1833). Sie brachte einen Sohn, Albert Hänel, mit in die Ehe. Aus ihrer Verbindung mit Heinrich Laube ging der Sohn Hans Laube (1837–1863) hervor. Die Hochzeitsreise führte das Ehepaar nach Straßburg, wo Laube für den preußischen Innenminister Gustav Adolf von Rochow spionierte. Preußen interessierte sich sehr für den Straßburger Putsch von Louis Napoleon. Ende 1835 hatte Laube inkognito die Redaktion der Mitternachtzeitung übernommen, in der er während des Jahres 1836 anonym zahlreiche Beiträge publizierte.
Im Winter 1836/37 fällte das Berliner Kammergericht das Urteil im Prozess gegen Laube: sieben Jahre Festungshaft. Im Zuge der Demagogenverfolgung wurde er deswegen im Schwarzen Buch der Frankfurter Bundeszentralbehörde (Eintrag Nr. 1.001) festgehalten. Nach einem Gnadengesuch und vehementer Fürsprache der mit ihm befreundeten Lucie von Pückler-Muskau, Gattin des liberalen Schriftstellers und Standesherrn Fürst Hermann von Pückler-Muskau und Tochter des einstigen Staatskanzlers Karl August von Hardenberg, die die väterlichen Kontakte zu nutzen wusste, wurde die Strafe auf 18 Monate verkürzt. Als Ort des Strafvollzugs wurde Laube das Alte Schloss Muskau (Oberlausitz) zugewiesen, wo er sich völlig frei bewegen konnte und mit dem in Muskau lebenden Komponisten und Schriftsteller Leopold Schefer viele Gespräche führte und gern auf die Jagd ging.
Im Frühsommer 1839, nach der Entlassung aus der Haft, reiste Laube mit seiner Ehefrau nach Paris. Dort lernte er fast alle Größen der französischen Kunst und Literatur kennen. Nach seiner Rückkehr 1840 wohnte Laube in Leipzig und begann für die Bühne zu schreiben. In diesen Jahren entstanden einige Stücke, welche für nicht gerade kleine Skandale sorgen: „Rococo“ wurde als unmoralisch verschrien, „Struensee“ wurde für ein Plagiat des gleichnamigen Trauerspiels von Michael Beer gehalten, und „Prinz Homburg“ sorgte für politisches Aufsehen.

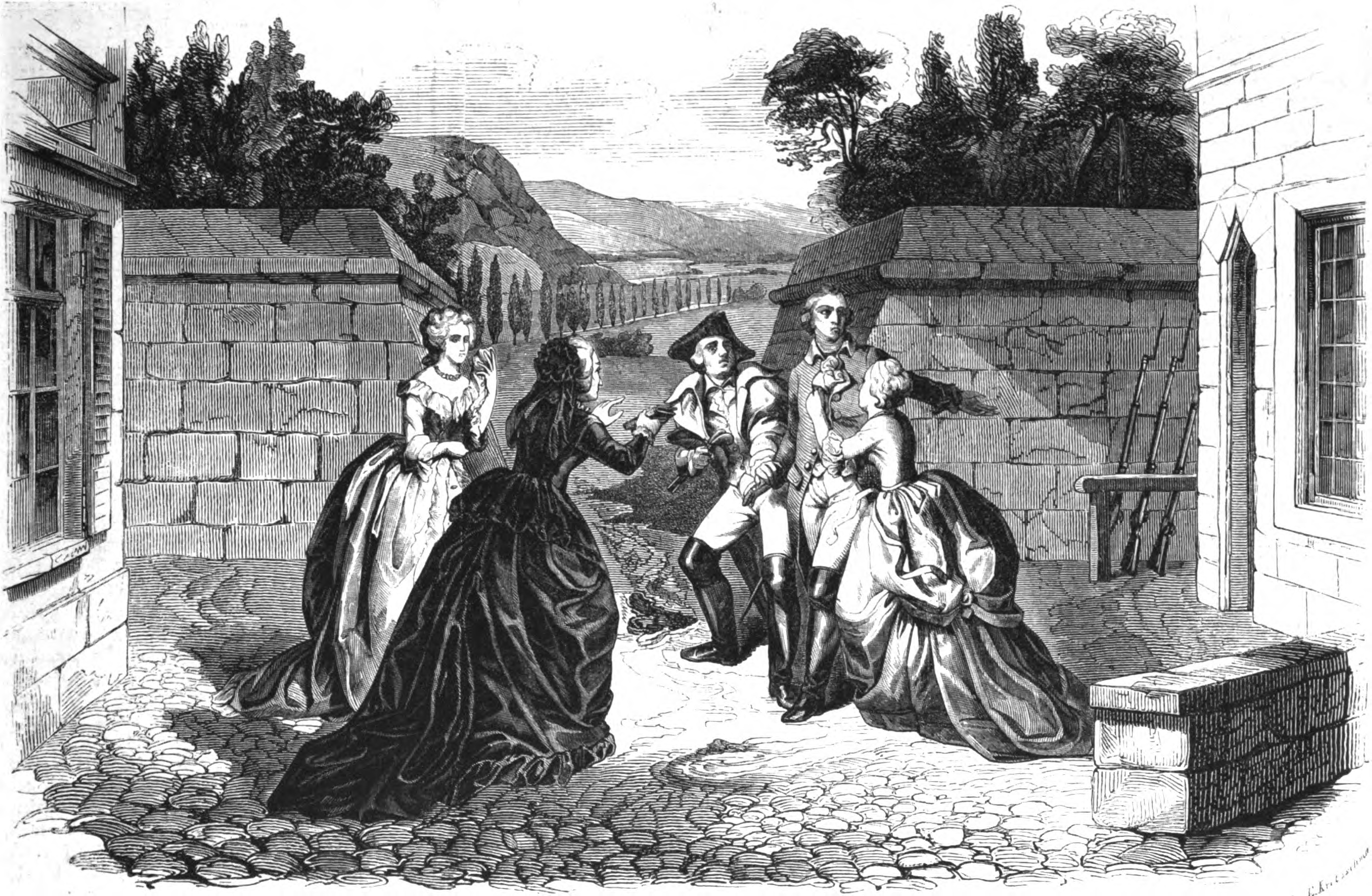
Szene aus dem Schauspiel Die Karlsschüler von Heinrich Laube, aufgeführt vom Dresdner Hoftheater 1847. Grafik von Eduard Kretzschmar.

Ab 1845 knüpfte er Kontakte zu verschiedenen Wiener Bühnen. Während der Märzrevolution 1848 nahm er wieder  am politischen Geschehen teil: In Frankfurt war er Berichterstatter über das Vorparlament. Als Abgeordneter seines Heimatbezirks blieb er allerdings erfolglos, konnte aber doch mit einem deutsch-böhmischen Mandat in die Frankfurter Paulskirche einziehen. Dort wurde er als Monarchist dem Augsburger Hof zugerechnet. Nach der Kaiserwahl im März 1849 legte er sein Mandat nieder, da er seine Idee eines großdeutschen Staates als gescheitert ansah.
Ende desselben Jahres wurde Laube zum artistischen Direktor des Wiener Burgtheaters berufen. Über achtzehn Jahre übte er dieses Amt aus, bis er im Streit mit dem Intendanten Friedrich Halm im Herbst 1867 kündigte. Laube zog sich bis 1869 ins Privatleben zurück; in diesem Jahr übernahm er kommissarisch für knapp zwei Jahre die Leitung des Stadttheaters in Leipzig. 1872 wurde ihm die Leitung des neuen Wiener Stadttheaters angetragen. Er nahm an und bekleidete mit einer Pause von 1875 bis 1880 diese Stelle. Er gehörte zu den Gründungsmitgliedern des Deutschen Schulvereins.

Heinrich Laube auf dem Totenbett

Am 1. August 1884 starb Heinrich Laube in Wien (Grabstelle evangelischer Friedhof Matzleinsdorf, Gruppe 18, Gruft 186). 1891 wurde der Laubeplatz in Wien-Favoriten nach ihm benannt.
Die Schauspielerin Cornelia Haas (1830–1916) war eine uneheliche Tochter von Heinrich Laube.

## Ehrungen
- 1876: Porträtmedaille, Bronze, 50 mm, auf seinen 70. Geburtstag. Medailleur: Josef Tautenhayn. Literatur: Wurzbach 4876. Friedensburg & Seger 3850.
- Bereits ein Jahr nach seinem Tod wurde am 18. September 1885 in Sprottau ein Denkmal enthüllt, modelliert vom Bildhauer Johannes Pfuhl. Der Verbleib ist unbekannt.
- 1911 wurde in Leipzig-Möckern die frühere König-Albert-Straße in Laubestraße umbenannt.[5]
- Weitere Laubestraßen gibt es in Berlin, Dresden, Frankfurt am Main, Nürnberg und Windeck.

## Werke (Auswahl)
- Das neue Jahrhundert. Bd. 1–2.
  - Bd. 1: Polen. Fürth: Korn 1833.
  - Bd. 2: Politische Briefe. Leipzig: Literarisches Museum 1833.
- Das Junge Europa. Novelle. Abt. 1–3. 5 Bde. Leipzig: Wigand 1833; Mannheim: Hoff 1837 (Digitalisat und Volltext im Deutschen Textarchiv) Bd. 1.2 (Digitalisat und Volltext im Deutschen Textarchiv).
  - 1.: Die Poeten. 2 Bde., 1833.
  - 2.: Die Krieger. 2 Bde., 1837.
  - 3.: Die Bürger. 1 Bd., 1837.
- Reisenovellen. Bd. 1. 2. Leipzig: Wigand 1834. Bd. 3.4. Mannheim: Hoff 1836, Bd. 5. 6 (= Neue Reisenovellen, Bd. 1.2). Mannheim: Hoff 1837; Faksimile-Druck: Frankfurt a. M.: Athenäum 1973 (Athenäum Reprints: Das junge Deutschland).
- Heinrich Laube. Reise durch das Biedermeier. Hrsg. von Franz Heinrich Körber. Hamburg 1965.
- Moderne Charakteristiken. 2 Bde. Mannheim: C. Löwenthal 1835.
- Gräfin Chateaubriant, 1843.
- George Sand's Frauenbilder. Mit 24 Stahlstichen. Brüssel: Belgische Gesellschaft des Buchhandels 1845.
- Monaldeschi. Trauerspiel. Leipzig 1845.
- Die Bernsteinhexe, 1847 (Digitalisat und Volltext im Deutschen Textarchiv).
- Struensee, 1847.
- Die Karlsschüler. Schauspiel in 5 Acten. Leipzig: Weber 1847. Digitalisat.
- Das erste deutsche Parlament. 3 Bde. Leipzig: Weidmann 1849.
- Graf Essex. Trauerspiel in fünf Akten. Weber, Leipzig 1856 (online bei Google Books).
- Der deutsche Krieg. Historischer Roman in drei Büchern. 9 Bde. Leipzig: Haessel 1863–1866.
- Das Norddeutsche Theater. Ein neuer Beitrag zur Deutschen Theatergeschichte. Leipzig: J. J. Weber 1872. Digitalisat.
- Gesammelte Schriften. 16 Bde. Wien: Braumüller 1875–1882.
- Erinnerungen. 2 Bde. Wien: Braumüller 1875–1882 (= Gesammelte Werke, Bd. 1 u. 16).
- Der Schatten Wilhelm. Eine geschichtliche Erzählung. Leipzig: Haessel 1883.
- Franz Grillparzers Lebensgeschichte. Mit dem Porträt des Dichters in Stahlstich. Stuttgart: Cotta 1884.
- Ruben. Ein moderner Roman. Leipzig: Haessel 1885.
- Gesammelte Werke in fünfzig Bänden. Unter Mitwirkung von Albert Hänel hrsg. von Heinrich Hubert Houben. Leipzig: Hesse 1908–1909.
- Dramaturgische Schriften. Hrsg. von Heinrich Hubert Houben. Leipzig: Hesse 1908–1909 (Separat aus den Gesammelten Werken).
  - Bd. 1–2: Briefe über das deutsche Theater. Das Burgtheater.
  - Bd. 3: Das norddeutsche Theater.
  - Bd. 4: Das Wiener Stadttheater.
- Schriften über Theater. Hrsg. von der Deutschen Akademie der Künste zu Berlin. Ausgewählt und eingeleitet von Eva Stahl-Wisten. Berlin: Henschelverlag 1959.

## Briefe
- Briefwechsel Clara Schumanns mit Maria und Richard Albert Fellinger, Anna Franz geb. Wittgenstein, Max Kalbeck und anderen Korrespondenten in Österreich, hrsg. von Klaus Martin Kopitz, Anselm Eber und Thomas Synofzik (= Schumann-Briefedition, Serie II, Bd. 4), Köln 2020, S. 675–679.